# Едит Хед
Едит Хед (28. октобар 1897 — 24. октобар 1981) била је америчка костимографкиња која је између 1949. и 1973. освојила рекордних осам Оскара за најбољу костимографију, чиме је постала најнаграђиванија жена у историји Академије. Хед се сматра једним од највећих и најутицајнијих костимографа у историји филма.

## Живот и рад
Рођена је и одрасла је у Калифорнији. Хед је започела своју каријеру као наставница шпанског језика, али је била заинтересована за дизајн. Након студија на Chouinard Art Institute у Лос Анђелесу, Хед је 1923. године ангажован као уметник скица костима у компанији Paramount Pictures. Освојила је признање за свој дизајнерски заштитни знак, саронг (одевни предмет), Дороти Ламур у филму Принцеза из џунгле из 1936. и постала је познато име након што је награда Оскар за најбољу костимографију креирана 1948. године. Хед се сматрала изузетним професионалцем због својих блиских радних односа са својим субјектима, са којима се опширно консултовала; ово је укључивало скоро сваку врхунску женску звезду у Холивуду.
Хед је радио у Парамаунту 44 године. Године 1967. компанија је одбила да обнови њен уговор, а Алфред Хичкок ју је позвао да се придружи Universal Pictures. Тамо је добила своју осму и последњу награду Оскара за свој рад на Жаоци 1973.
Она је била позната по свом јединственом стилу рада и, за разлику од многих својих савременика, обично се опширно консултовала са звездама са којима је радила. Као резултат тога, била је омиљена међу многим водећим женским звездама 1940-их и 1950-их, као што су Џинџер Роџерсс, Бети Дејвис, Барбара Стенвик, Џејн Вајман, Рита Хејворт, Ширли Маклејн, Греј Кели, Одри Хепбернн, и Елизабет Тејлор. У ствари, Paramount Pictures је често позајмљивао Хед другим студијима на захтев њихових женских звезда.
Она се увек облачила веома једноставно, преферирајући наочаре са дебелим оквирима и конзервативна дводелна одела.
Хедова је умрла 24. октобра 1981, четири дана пре свог 84. рођендана, од мијелофиброзе, неизлечиве болести коштане сржи.
Звезда Едит Хед на Холивудској стази славних, коју је добила 1974. године, налази се на 6504 Холивуд булевару.
Интернет претраживач Гугл обележио је 28. октобра 2013, 116. рођендан уметнице, Гугл дудл логотипом који је креирала уметница Софи Дијао.
Хед је освојила осам Оскара за најбољу костимографију, више него било која друга особа, од укупно 35 номинација.
| Година | Категорија                                       | Филм                                 | Резултат   |
| ------ | ------------------------------------------------ | ------------------------------------ | ---------- |
| 1948   | Оскар за најбољу костимографију - у боји         | The Emperor Waltz                    | Номинација |
| 1949   | Оскар за најбољу костимографију - црно-бели филм | Наследница                           | Освојено   |
| 1950   | Оскар за најбољу костимографију - црно-бели филм | Све о Еви                            | Освојено   |
| 1950   | Оскар за најбољу костимографију - у боји         | Самсон и Далила                      | Освојено   |
| 1951   | Оскар за најбољу костимографију - црно-бели филм | Место под сунцем                     | Освојено   |
| 1952   | Оскар за најбољу костимографију - црно-бели филм | Кери                                 | Номинација |
| 1952   | Оскар за најбољу костимографију - у боји         | Највећа представа на свету           | Номинација |
| 1953   | Оскар за најбољу костимографију - црно-бели филм | Празник у Риму                       | Освојено   |
| 1954   | Оскар за најбољу костимографију - црно-бели филм | Сабринa                              | Освојено   |
| 1955   | Оскар за најбољу костимографију - црно-бели филм | Тетовирана ружа                      | Номинација |
| 1955   | Оскар за најбољу костимографију - у боји         | Држ'те лопова                        | Номинација |
| 1956   | Оскар за најбољу костимографију - црно-бели филм | The Proud and Profane                | Номинација |
| 1956   | Оскар за најбољу костимографију - у боји         | Десет заповести                      | Номинација |
| 1957   | Оскар за најбољу костимографију                  | Смешно лице                          | Номинација |
| 1958   | Оскар за најбољу костимографију                  | The Buccaneer                        | Номинација |
| 1959   | Оскар за најбољу костимографију - црно-бели филм | Career                               | Номинација |
| 1959   | Оскар за најбољу костимографију - у боји         | The Five Pennies                     | Номинација |
| 1960   | Оскар за најбољу костимографију - црно-бели филм | The Facts of Life                    | Освојено   |
| 1960   | Оскар за најбољу костимографију - у боји         | Pepe                                 | Номинација |
| 1961   | Оскар за најбољу костимографију - у боји         | Шешир пун чуда                       | Номинација |
| 1962   | Оскар за најбољу костимографију - црно-бели филм | Човек који је убио Либертија Валанса | Номинација |
| 1962   | Оскар за најбољу костимографију - у боји         | My Geisha                            | Номинација |
| 1963   | Оскар за најбољу костимографију - црно-бели филм | Love with the Proper Stranger        | Номинација |
| 1963   | Оскар за најбољу костимографију - црно-бели филм | Wives and Lovers                     | Номинација |
| 1963   | Оскар за најбољу костимографију - у боји         | A New Kind of Love                   | Номинација |
| 1964   | Best Costume Design - Black & White              | A House Is Not a Home                | Номинација |
| 1964   | Оскар за најбољу костимографију - у боји         | What a Way to Go!                    | Номинација |
| 1965   | Оскар за најбољу костимографију - црно-бели филм | The Slender Thread                   | Номинација |
| 1965   | Оскар за најбољу костимографију - у боји         | Inside Daisy Clover                  | Номинација |
| 1966   | Оскар за најбољу костимографију - у боји         | The Oscar                            | Номинација |
| 1969   | Оскар за најбољу костимографију                  | Sweet Charity                        | Номинација |
| 1970   | Оскар за најбољу костимографију                  | Аеродром                             | Номинација |
| 1973   | Оскар за најбољу костимографију                  | Жаока                                | Освојено   |
| 1975   | Оскар за најбољу костимографију                  | Човек који је хтео да буде краљ      | Номинација |
| 1977   | Оскар за најбољу костимографију                  | Airport '77                          | Номинација |